# Green Lanes

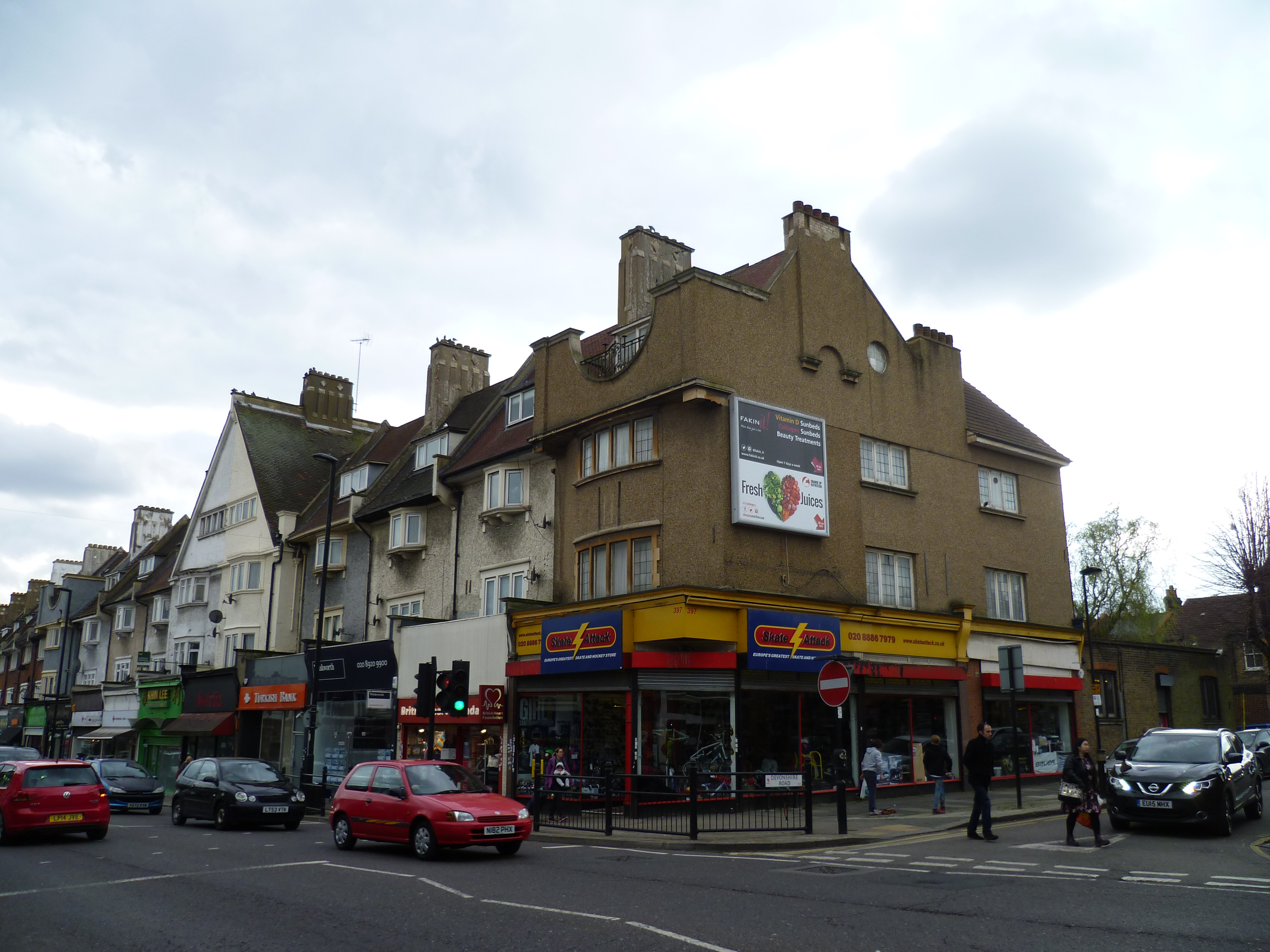
Green Lanes w dzielnicy Golders Green

Green Lanes – jedna z głównych ulic północnego Londynu. Jest także jedną z najdłuższych arterii w stolicy Wielkiej Brytanii (10,14 km).